# Michał Kamieński (artiste)
Michał Kamieński, né le 13 août 1893 et mort en 1944, est un militaire, sculpteur et peintre polonais.

## Biographie
Fils d'Aleksander et Michalina de Burlo-Burdzicka, Michał a deux sœurs, Jadwiga et Alexsandra, et deux frères, Konstanty et Nicholas. Il est diplômé du corps de cadets à Polotsk et d'une école militaire à Saint-Pétersbourg. Dans les années 1910-1914, il étudie la sculpture et la peinture à l'Académie de Saint-Pétersbourg où il a pour maîtres Vladimir Beklemichev et Ilya Guinzbourg.
Il sert dans l'armée polonaise, capitaine en 1919, major en 1924, il termine sa carrière le 27 septembre 1928 en tant qu'officier des forces techniques, puis prend sa retraite. 
Lors de l'Insurrection de Varsovie, il est abattu par les Allemands. L'emplacement exact de sa sépulture n'étant pas connu, son nom est symboliquement inscrit sur la tombe de son frère Konstanty, au cimetière de Powązki.